# Witalij Kawerin
Witalij Wiktorowycz Kawerin, ukr. Віталій Вікторович Каверін (ur. 4 września 1990 w Chmielnickim) – ukraiński piłkarz, grający na pozycji napastnika.

## Kariera piłkarska

### Kariera klubowa
Wychowanek SDJuSzOR Podilla Chmielnicki oraz Szkoły Piłkarskiej Dnipra Dniepropetrowsk. Występował w juniorskich mistrzostwach Ukrainy (DJuFL) w Podillia Chmielnicki (2002-2004) i Dnipro Dniepropetrowsk (2005-2006). Karierę piłkarską rozpoczął w 2007 w drużynie rezerwowej Dnipra Dniepropetrowsk. W Wyższej Lidze debiutował 19 października 2008 w meczu przeciwko Metałurha Donieck, zremisowanym 1:1. 21 sierpnia 2010 został wypożyczony do końca roku do Krywbasa Krzywy Róg. W czerwcu 2012 przeszedł do Dynama Kijów, a już w sierpniu 2012 został wypożyczony do Metałurha Zaporoże. Podczas przerwy zimowej sezonu 2012/13 powrócił do Dynama. 25 lipca 2014 ponownie wypożyczony, tym razem do Howerły Użhorod. 13 lipca 2017 po wygaśnięciu kontraktu został piłkarzem Czornomorca Odessa. 11 stycznia 2018 opuścił odeski klub. W sierpniu 2018 został piłkarzem Podilla Chmielnicki.

### Kariera reprezentacyjna
Występował w reprezentacji Ukrainy U-17 oraz reprezentacji Ukrainy U-19. Od 2010 zawodnik młodzieżowej reprezentacji Ukrainy.

## Sukcesy i odznaczenia
- mistrz Europy U-19: 2009